# Біофармакологія
Біофармакологія — розділ фармакології, який вивчає фізіологічні ефекти, вироблені речовинами біологічного і біотехнологічного походження.
Існувало три причини для виділення такої групи з'єднань у спеціальний розділ фармакології:
- подібна група речовин володіла високомолекулярних будовою;
- вони вимагали найвищого рівня наукових розробок і застосування високотехнологічного обладнання для отримання;
- лікарські речовини біологічного і біотехнологічного походження вимагали особливого підходу до їх суспільного та правового визнання.

## Біофармакологія та біофармація
Помилково змішувати поняття біофармакології з близьким за звучанням традиційним розділом академічної фармакології — біофармацією. Остання є областю дослідження, більш спорідненої фармакокінетики, і не має безпосереднього відношення до лікарських засобів біологічного і біотехнологічного походження.

## Історія і походження біофармакології
Великою подією в історії біофармакології був 1923 рік, коли співробітники університету Торонто (Канада), такі як Фредерік Бантинг та Дж. Дж. Р. Маклеод отримали Нобелівську премію  з фізіології та медицини за практичне отримання інсуліна. Важливим етапом подальшого розвитку біофармакологіческіх знань стали успіхи в промисловому отриманні пеніциліна. Безпосередній вплив на виникнення цієї науки надали:
- Успіхи молекулярної біології, генетики та органічної хімії високомолекулярних сполук;
- Виникнення технологій промислового культивування живих систем in vitro;
- Виникнення технологій очищення і фракціонування промислово отриманої біомаси;
- Ділові інтереси промисловців та інвесторів на біржі NASDAQ до застосування біологічних технологій для виробництва нових лікарських засобів.

Фактично, біофармакології — це плід конвергенції двох традиційних наук — біотехнології, а саме, тієї її гілки, яку називають «червоною», медичної біотехнологією, і фармакології, що раніше цікавилася лише низькомолекулярними хімічними речовинами, в результаті взаємного інтересу.

## Загальні відомості
Об'єктом біофармакологічних досліджень є вивчення біофармацевтичних препаратів,[джерело?] планування їх отримання, організація виробництва. Біофармакологічні лікарські засоби і засоби для профілактики захворювань отримують з використанням живих біологічних систем, тканин організмів і їх похідних, з використанням засобів  біотехнології, тобто лікарські речовини біологічного і біотехнологічного походження.
Відомі в даний час біофармакологічні речовини є вихідними для отримання біофармацевтичних препаратів — лікарських засобів у складі семи з чотирнадцяти розділів  Анатомо-терапевтично-хімічної класифікації, в тому числі для лікування гематологічних, ендокринних, онкологічних захворювань, захворювань сечостатевої, кістково-м'язової систем, і протимікробних препаратів. Серед них фактори крові, тромболітичні агенти, гормони, гемопоетичні фактори росту, інтерферони, інтерлейкіни, вакцини, моноклональні антитіла, фактори некрозу пухлини, терапевтичні ферменти.